# Meers (Stein)
Meers (Limburgs: Meas, soms ook wel gespeld als: Maes) is een dorp in de Nederlandse provincie Limburg met circa 1000 inwoners. Het is een van de vijf kerkdorpen van de gemeente Stein, bij de plaats horen ook de gehuchten Kleine Meers, Maasband en de buurtschappen Veldschuur en De Weert. Oorspronkelijk heette de plaats Groot- of Grote Meers ter onderscheiding van Kleine Meers, in de volksmond wordt deze oude benaming nog vrij regelmatig gebruikt en dat is ook te zien aan de gekozen Limburgse naam. 
Voorheen viel Meers onder het kerkelijk en gemeentelijk bestuur van Elsloo, de andere gehuchten (dus ook Kleine Meers) behoorden tot Stein. Het Centraal Bureau voor de Statistiek gebruikt deze indeling nog steeds.

## Toponymie
De letterlijke betekenis van de plaatsnaam Meers is een moeras of laaggelegen weideland.

## Natuur en landschap
De plaats is gelegen op de oostelijke oever van de Maas die met een bocht om het dorp Meers loopt, opmerkelijk is dat de rivier bij het maken van deze bocht weer een klein stukje in zuidelijke richting stroomt. De hoogte van Meers bedraagt ongeveer 38 meter. Door de aanleg van het Julianakanaal in de jaren twintig en dertig van de 20e eeuw kwam Meers ingesloten te liggen tussen dit kanaal en de rivier, het dorp wordt met Stein verbonden via een brug. Nabij het dorp ligt ook de brug van de snelweg E314, de circa twee kilometer lange Scharbergbrug. In het verleden heeft het dorp meerdere malen te maken gehad met dijkdoorbraken en overstromingen.
Aan de overzijde van de Maas liggen de Belgische plaatsen Mechelen aan de Maas en Kotem, deze zijn niet direct bereikbaar vanuit Meers. In de nabijheid van de Maas is de Bomencirkel van Meers aangelegd.

## Bezienswaardigheden
- Meers heeft een eigen kerk en is sinds 1932 een zelfstandige parochie gewijd aan de Sint-Jozef. De Sint-Jozefkerk stamt uit 1910 en verving de in 1894 gebouwde houten noodkerk
- Onze-Lieve-Vrouw-van-de-Rozenkranskapel aan de Grotestraat, van 1989
- Boerderijen:
  - Weerterhof aan Op de Weerdt 1-2, U-vormige hoeve van 1746
  - Maasbandervaart 18, van oorsprong 16e-eeuwse hoeve
- Bomencirkel van Meers, landschapskunst
- Monument voor Jan Willem Berix, kapelaan en verzetsstrijder uit Meers die in 1945 in gevangenschap overleed

## Galerij

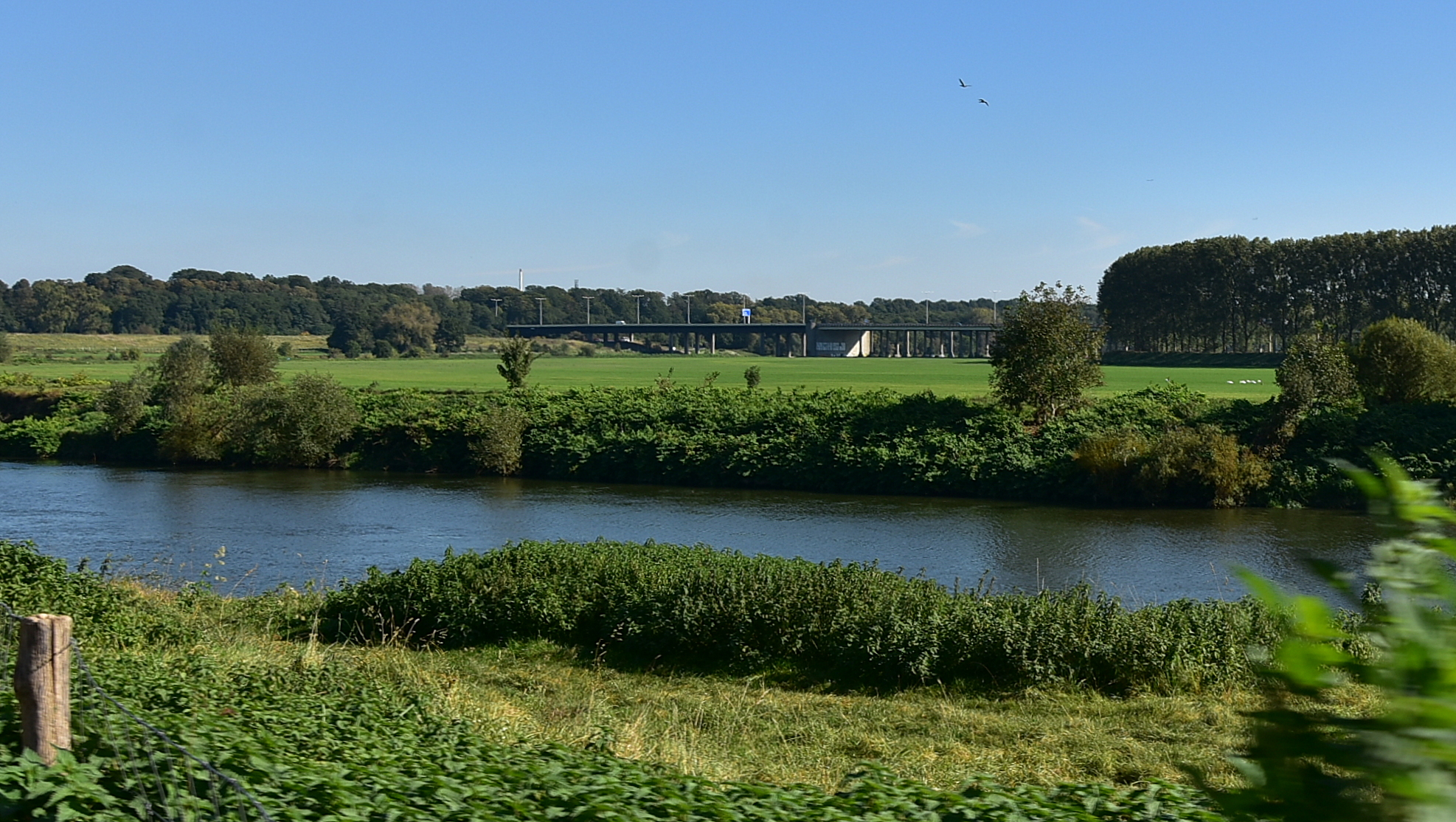
Maas en Scharbergbrug vanaf Meers
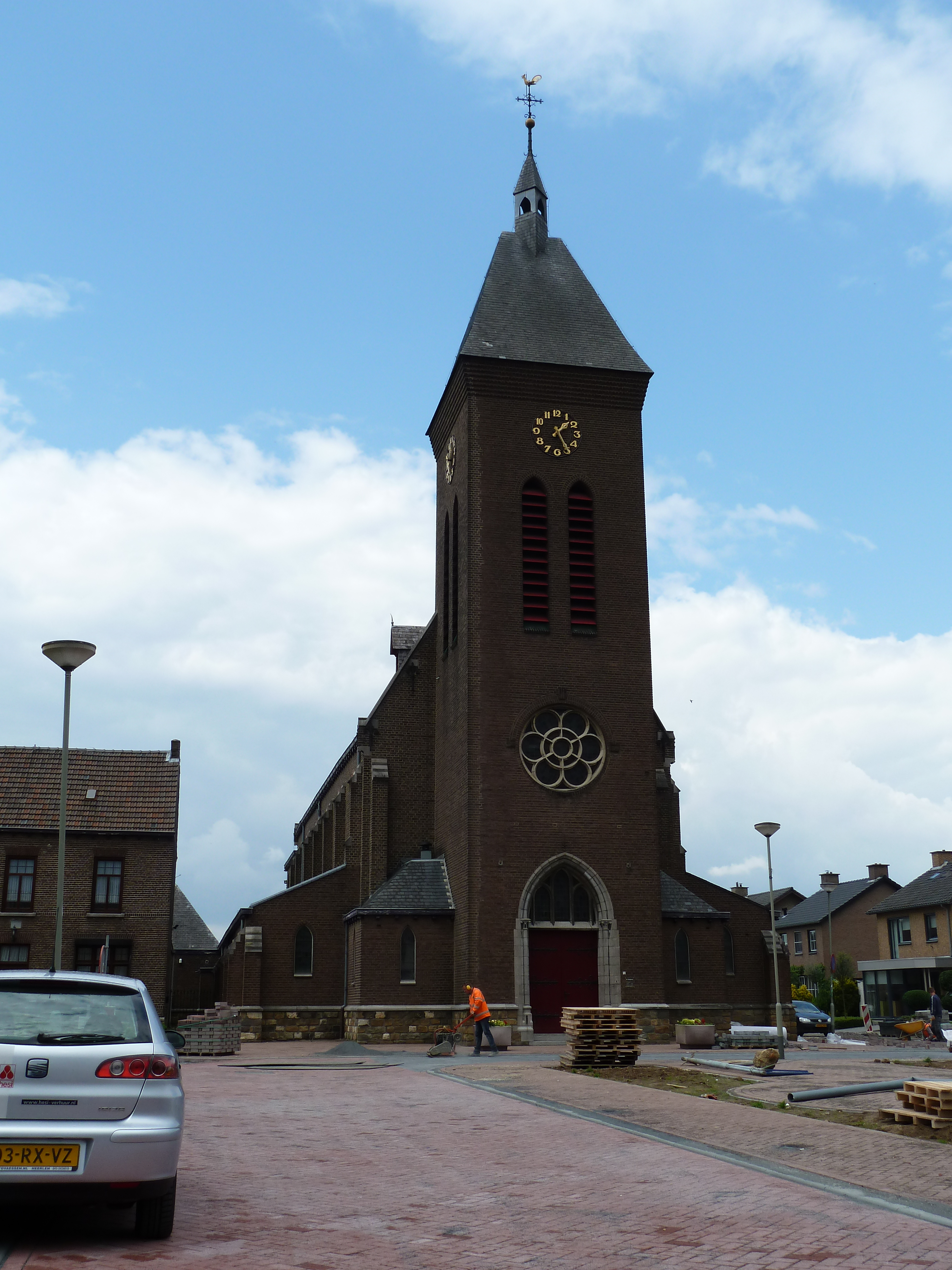
Sint-Jozefkerk
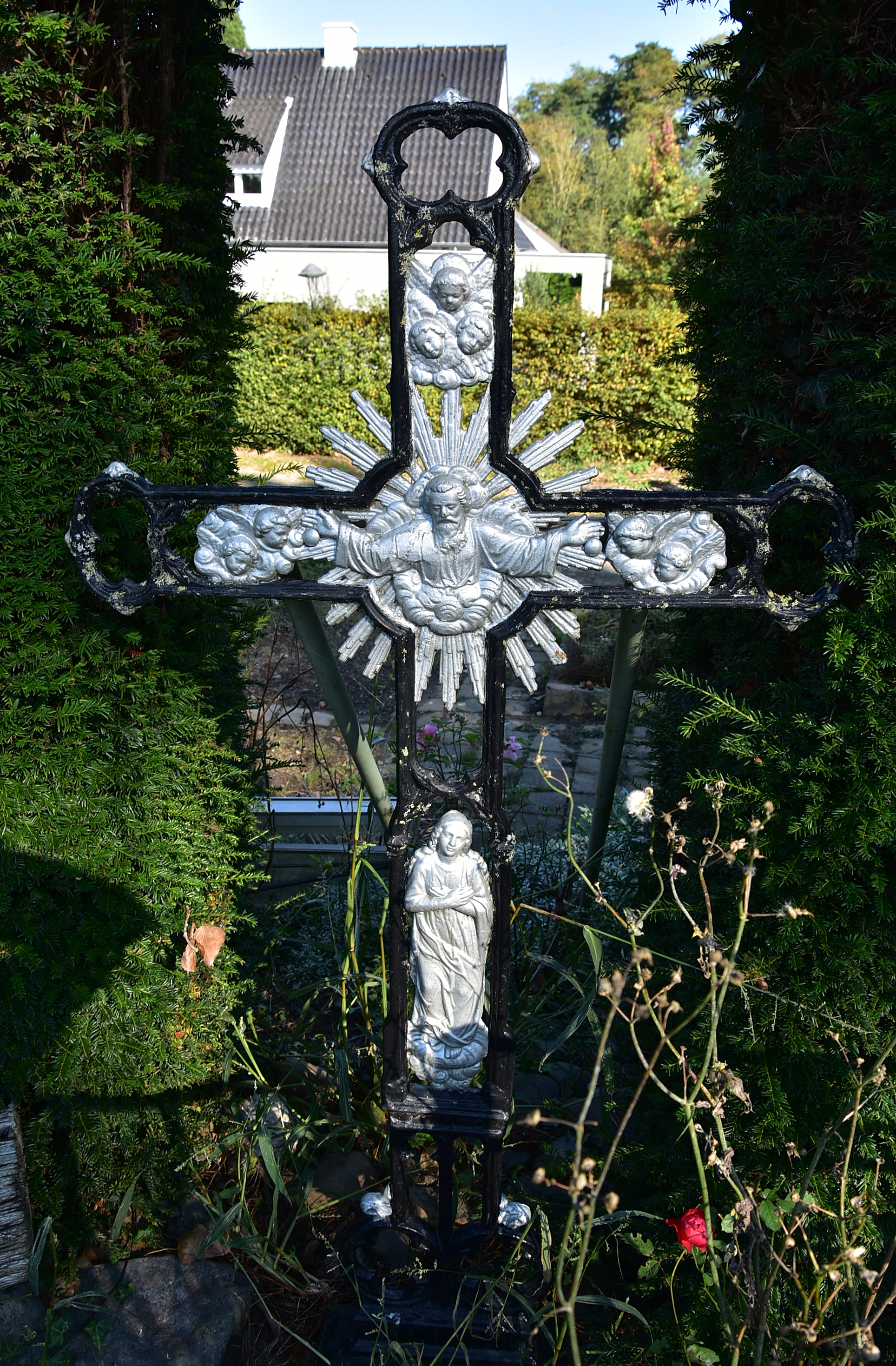
Wegkruis in Meers
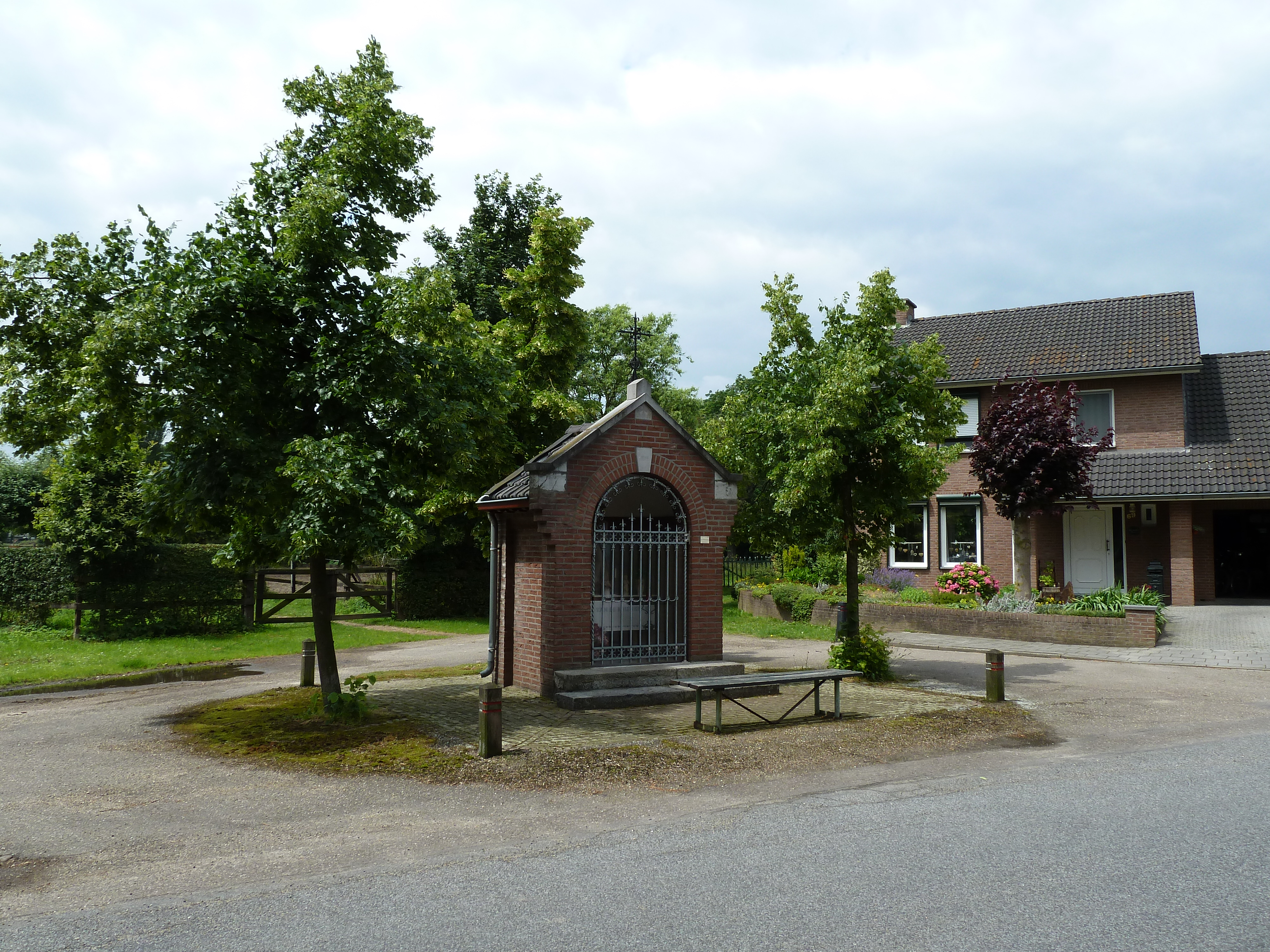
Kapel in de Grote Straat
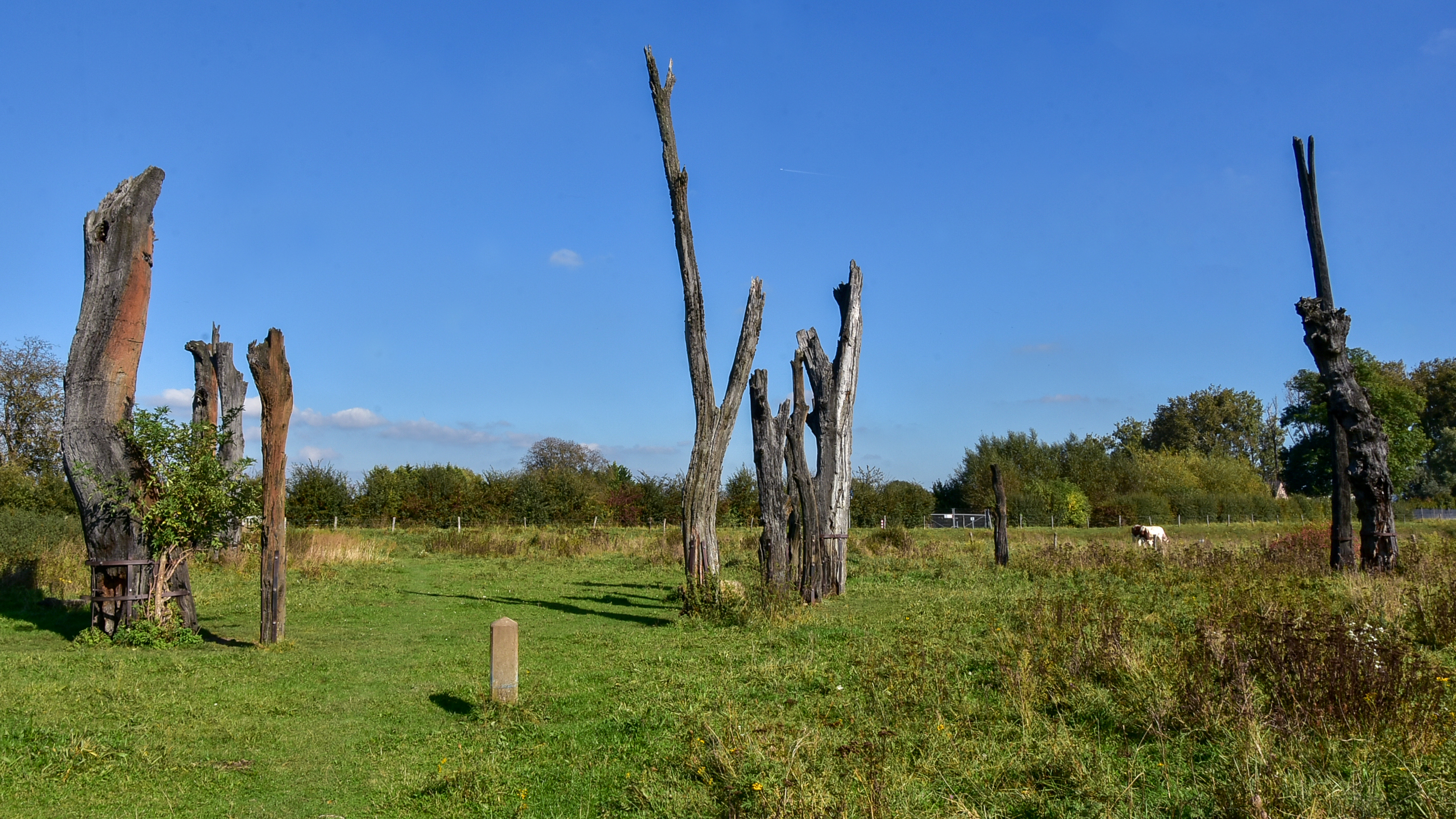
Bomencirkel van Meers

## Nabijgelegen kernen
Stein, Elsloo